# Duo (Burkina Faso)
Pour les articles homonymes, voir Duo (homonymie).
Duo est une commune rurale située dans le département de Béréba de la province de Tuy dans la région des Hauts-Bassins au Burkina Faso.

## Géographie
Duo se trouve à 5 km au nord-est de Béréba et à 2 km au sud-ouest d'Ouakuy.

## Économie
Bien que proche de la ligne d'Abidjan à Ouagadougou, la commune ne bénéficie pas de retombées économiques de son passage sur son territoire.

## Santé et éducation
Le centre de soins le plus proche de Duo est le centre de santé et de promotion sociale (CSPS) de Béréba.